# Eurata minuta
Eurata minuta är en fjärilsart som beskrevs av Orfila 1931. Eurata minuta ingår i släktet Eurata och familjen björnspinnare. Inga underarter finns listade i Catalogue of Life.